# Otto-Suhr-Siedlung

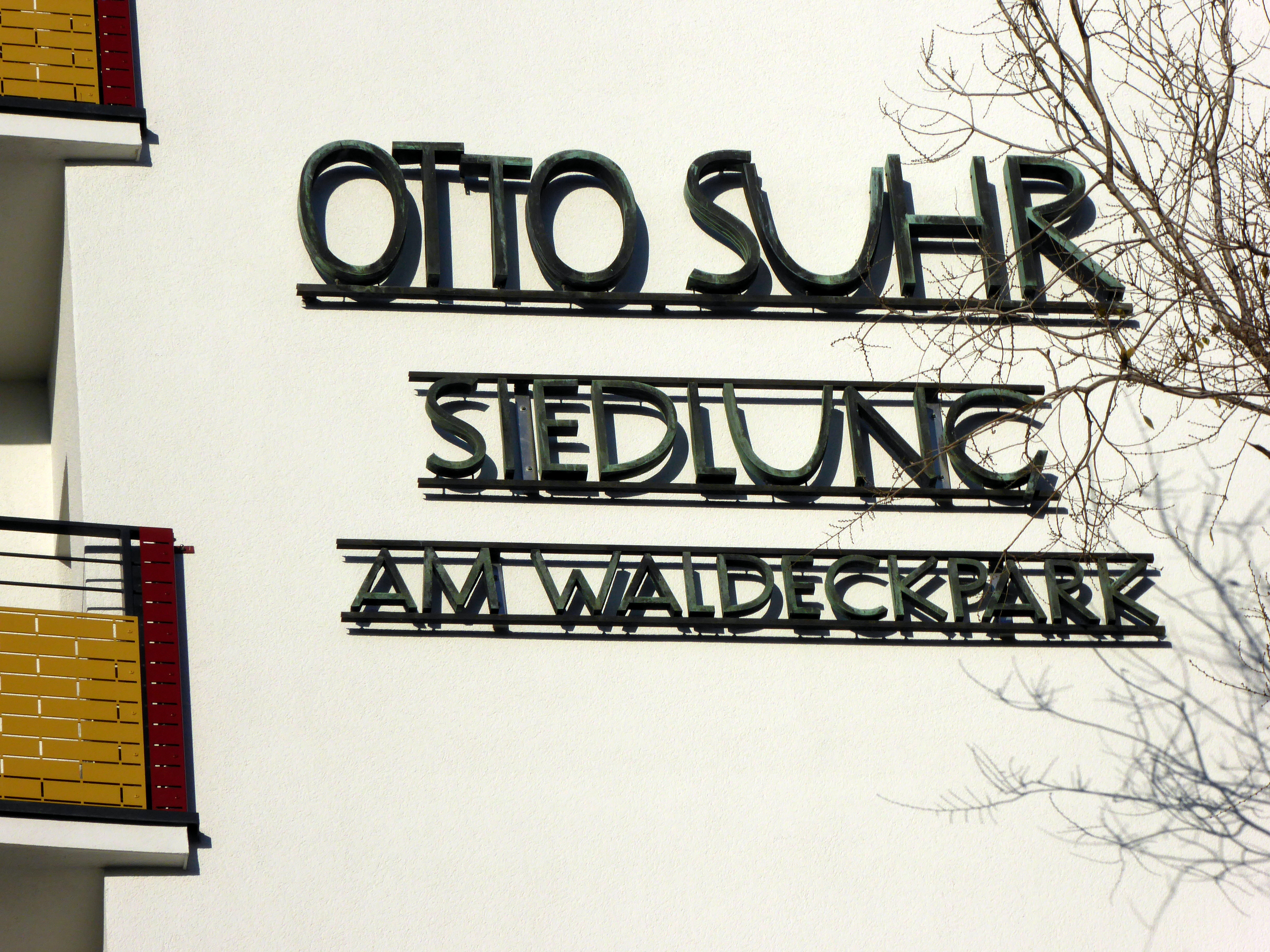
Otto-Suhr-Siedlung

Die Otto-Suhr-Siedlung ist eine Wohnsiedlung im Berliner Ortsteil Kreuzberg im Bezirk Friedrichshain-Kreuzberg. Sie ist eins der ersten Demonstrativbauvorhaben der Nachkriegszeit, die die von Abriss und Neubau geprägte Stadterneuerung in West-Berlin einleitete.

## Lage und Gebäude

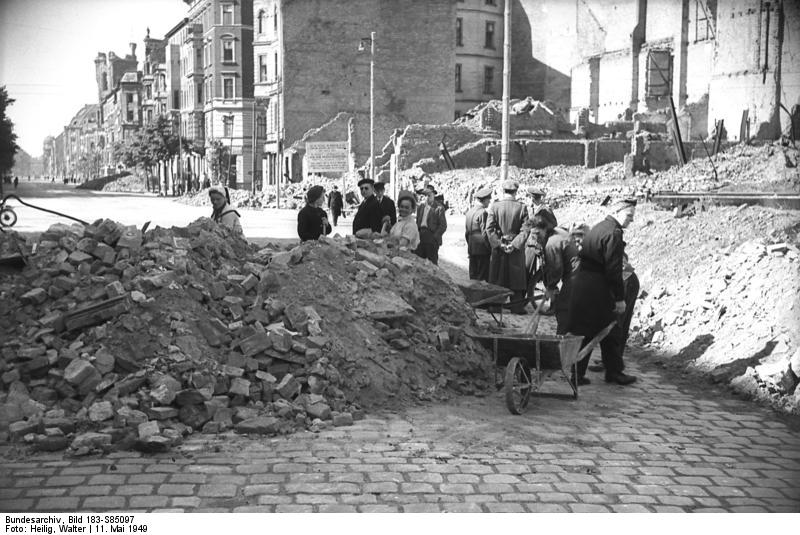
Zerstörte Häuser in der Kommandantenstraße, 1949

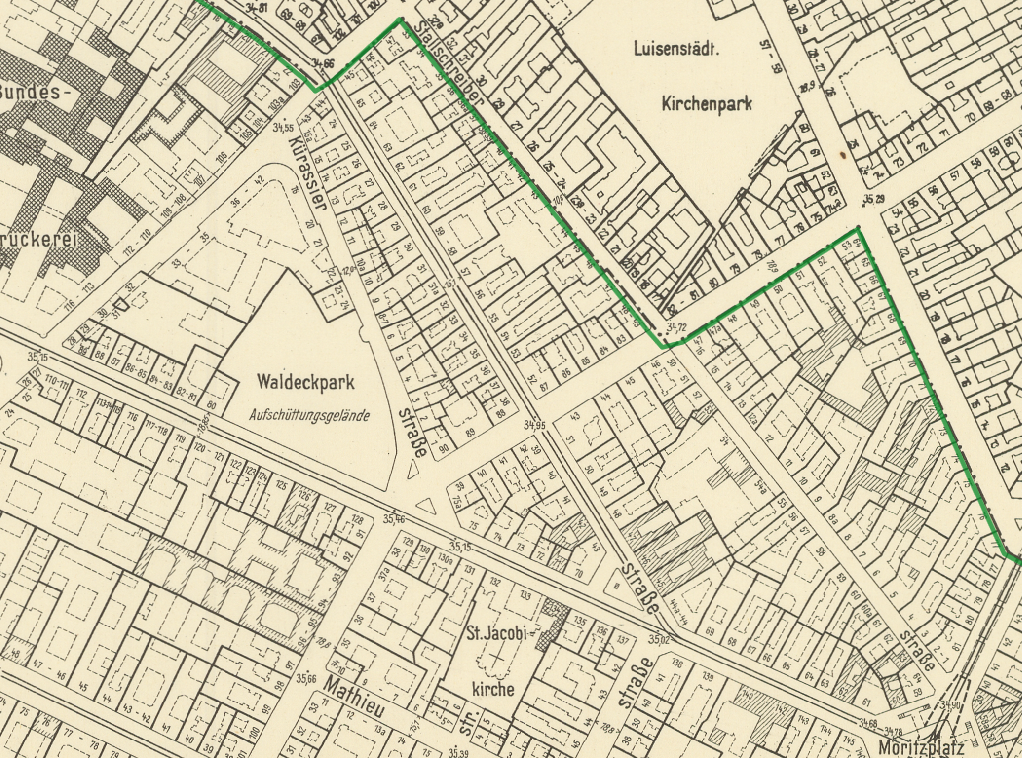
Grundstücksaufteilung 1951
(grün: Sektorengrenze)

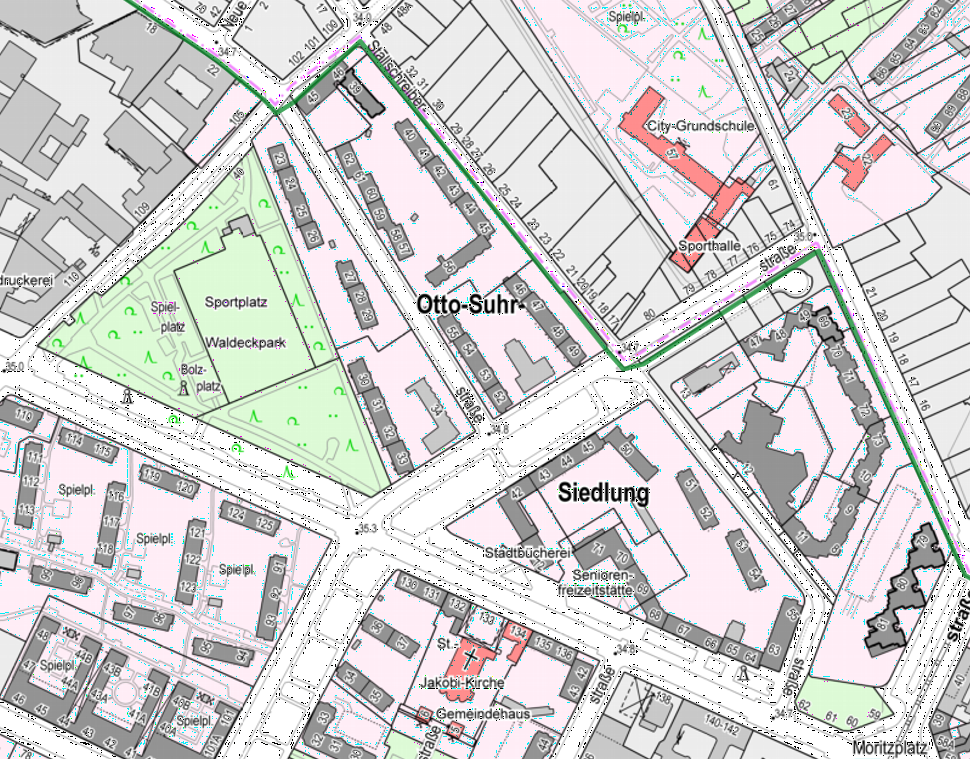
Grundstücksaufteilung 2017

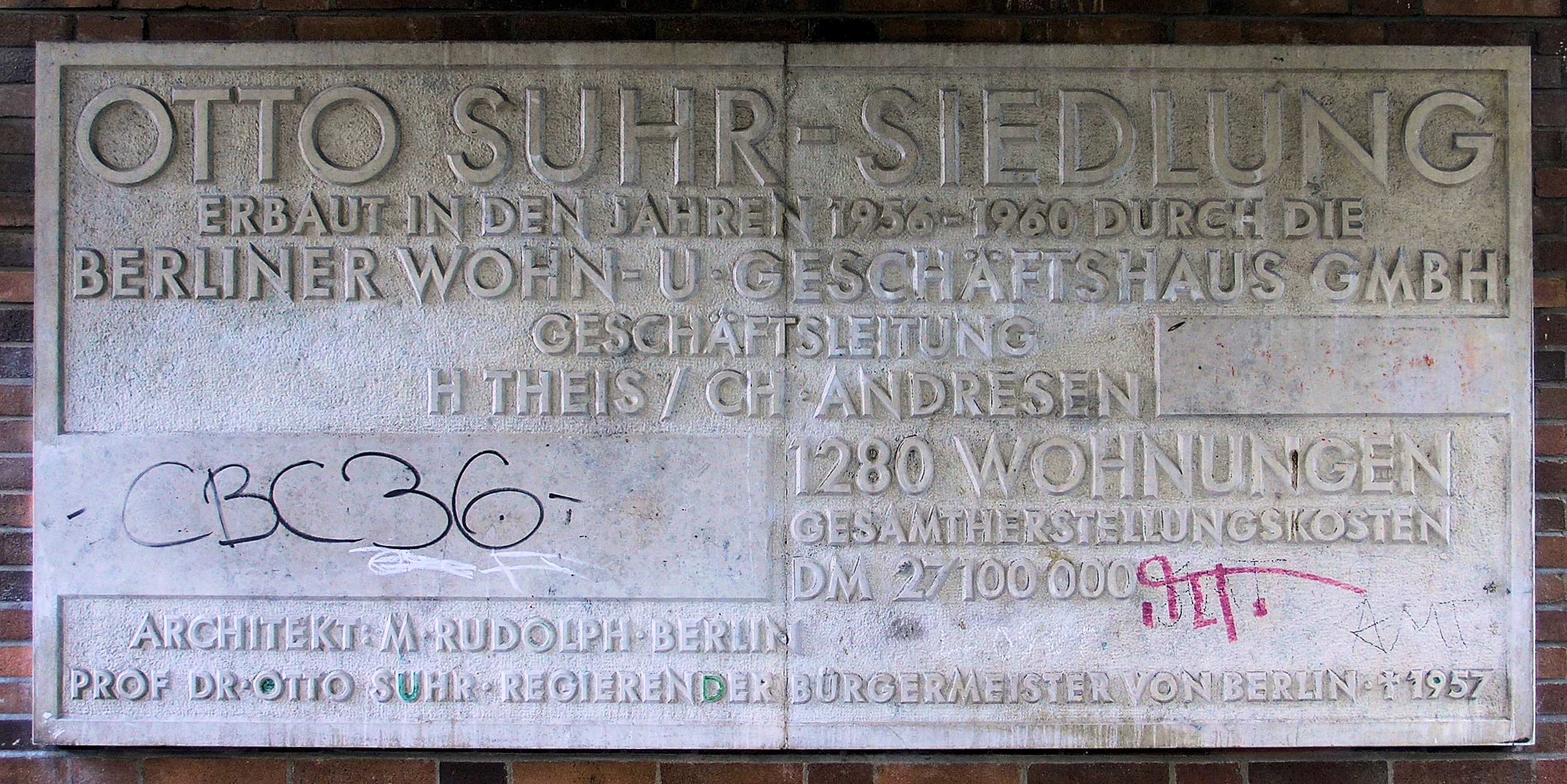
Gedenktafel für die Otto-Suhr-Siedlung in der Alexandrinenstraße

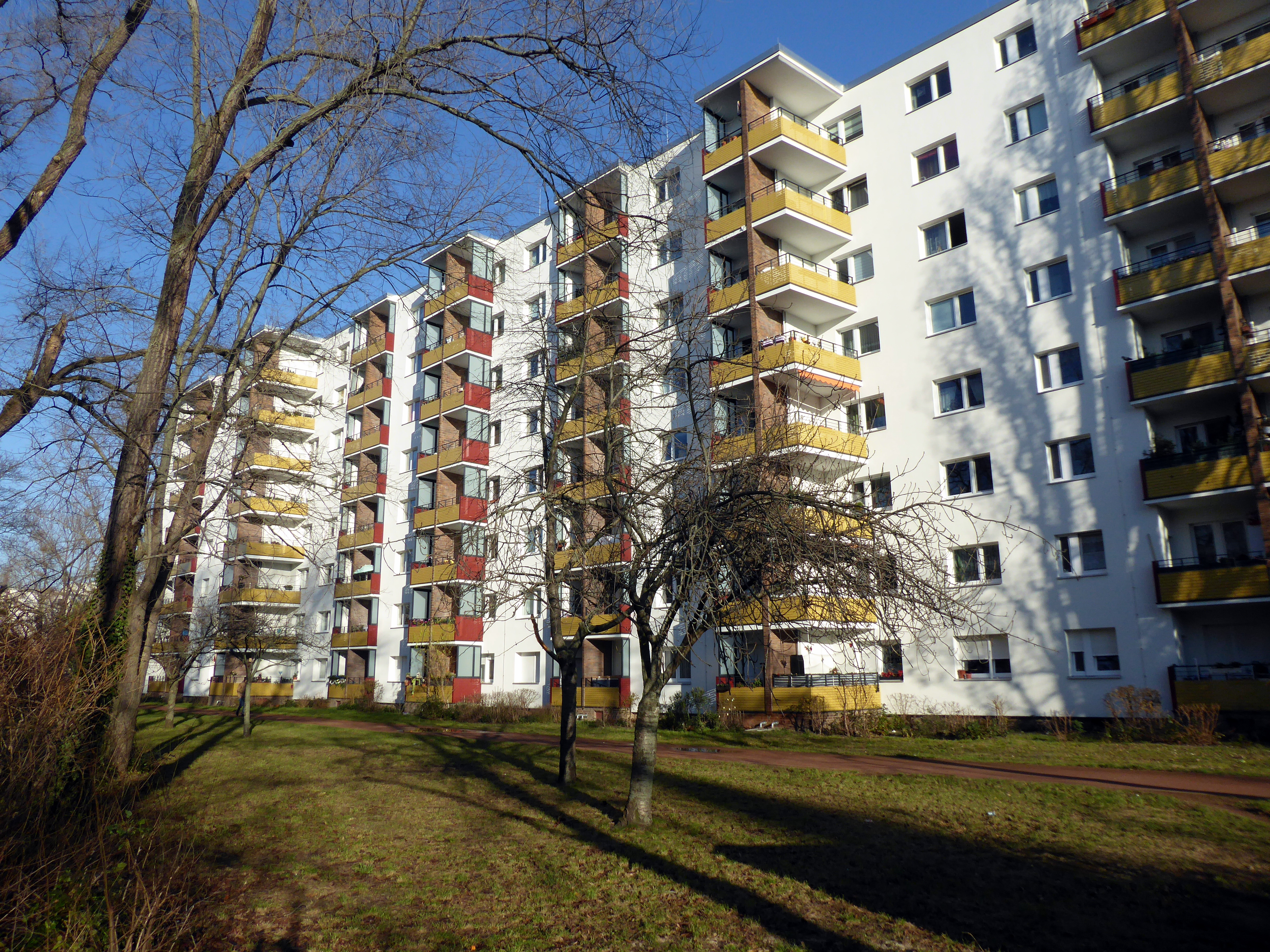
Alexandrinenstraße

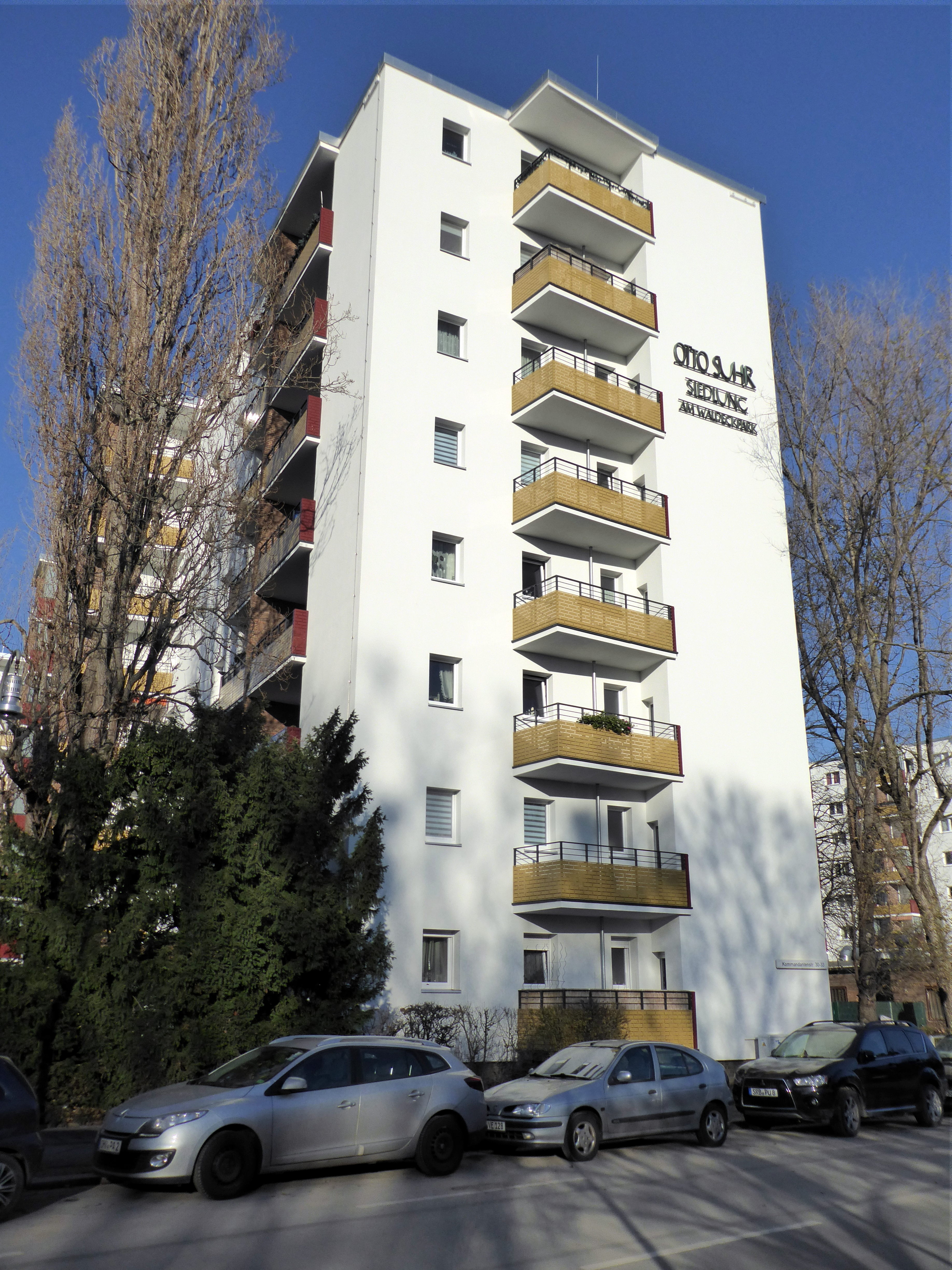
Alexandrinenstraße

Durch die Berlin-Blockade war bis 1949 nicht an den Neubau von Häusern zu denken. Öffentliche Mittel für den Wohnungsbau – von privatem Kapital ganz zu schweigen – waren kaum verfügbar; amerikanische Finanzhilfen im Rahmen des Marshallplans setzten erst 1950 ein.
Die Situation einer mehr oder weniger improvisatorischen Finanzierung und unzureichenden Bautätigkeit in West-Berlin konnte erst mit dem 1952 einsetzenden Programm zum sozialen Wohnungsbau überwunden werden. Erst mit der Übernahme des Ersten Wohnungsbaugesetzes wurde auch West-Berlin ab 1952 in das Finanzsystem der Bundesrepublik Deutschland und die Mittelverteilung des Bundes für den Wohnungsbau einbezogen. Damit waren die Weichen für den Beginn des Wiederaufbaus auch in West-Berlin gestellt. Diese Art des in West-Berlin dominierenden, öffentlich geförderten Wohnungsbaus wurde von konservativer bzw. wirtschaftsliberaler Seite in Verkennung seines wirklichen Charakters als „eine quasi-staatswirtschaftliche Betätigung erster Ordnung“, ja geradezu als „Sozialisierung“ angesehen, die „eine neue soziale Landschaft“ schaffe, eine „Gesellschaft der klassenlosen Mitte“.
Die Siedlung entstand auf dem zum Kriegsende stark zerstörten Gebiet beidseitig der Alexandrinenstraße zwischen Stallschreiberstraße, Oranienstraße und Waldeckpark in der ehemaligen Luisenstadt direkt an der ehemaligen Grenze zum Ost-Berliner Bezirk Mitte. Architekt des ersten Bauabschnitts war Max Rudolph, Bauträger die Berliner Wohn- und Geschäftshaus GmbH. Die Lage an der Sektorengrenze sollte die Absicht des West-Berliner Senats demonstrieren, zu den Menschen in Ost-Berlin „hin“ zu bauen. Nachdem der Regierende Bürgermeister Otto Suhr (1894–1957) gestorben war, bekam die Siedlung ein Jahr später anlässlich seines 64. Geburtstags am 17. August 1958 den Namen Otto-Suhr-Siedlung.
Insgesamt wurden 2300 Wohnungen ab 1956 errichtet. Dies geschah in drei Bauabschnitten: Teil I von 1956 bis 1958, Teil II von 1959 bis 1961 und Teil III 1962/1963. Laut Gedenktafel betrugen die Baukosten für den ersten Bauabschnitt (1280 Wohnungen) 27,1 Millionen Mark (kaufkraftbereinigt in heutiger Währung: rund 77,2 Millionen Euro). 1979 entstanden die letzten beiden Hochhäuser. Die Häuser haben in der Regel bis zu acht Geschosse. Einige der Häuser wurden um die evangelische St.-Jacobi-Kirche gruppiert. Das Konzept erinnert an das Konzept der Gartenstadt mit sich abwechselnden Wohnzeilen und Grünflächen.

## Spätere Situation

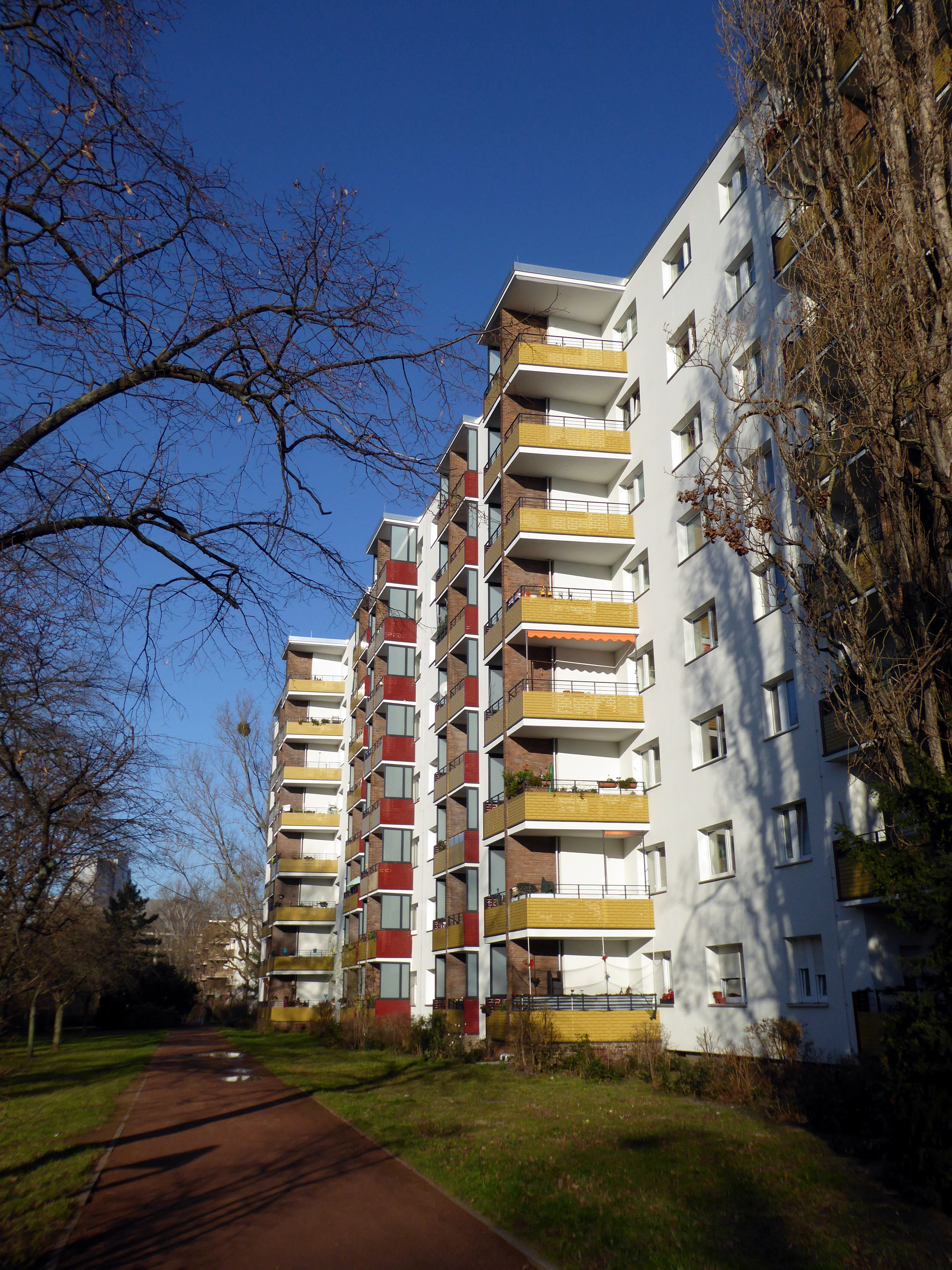
Alexandrinenstraße

Die Siedlung war in städtischem Besitz und wurde von der Bewoge (Berliner Wohn- und Geschäftshaus GmbH) bewirtschaftet, die aktuell zur Wohnungsbaugesellschaft Berlin-Mitte (WBM) gehört. 2004 wurden 1350 Wohnungen an die Fondsgesellschaft Apellas veräußert, die sie 2007 an die Gagfah weiterverkaufte. 2011 gingen die Wohnungen an die GSW, die schließlich 2013 von der Deutschen Wohnen übernommen wurde. Dies betrifft hauptsächlich die Häuser mit Laubengängen. Die restlichen Wohnungen befinden sich nach wie vor im Besitz der WBM.
Seit November 2016 erhalten die Mieter der Deutschen Wohnen Modernisierungsankündigungen zur energetischen Sanierung, wodurch die Miete, die derzeit (Stand: 2017) sechs Euro/m² beträgt, um bis zu 40 Prozent steigen würde. Hiergegen hat sich eine Mieterinitiative gegründet, die von der Bezirksverordnetenversammlung unterstützt wird. Die Wohnungen der WBM werden mithilfe öffentlicher Fördermittel saniert, wodurch die Mietsteigerungen wesentlich moderater ausfallen.